# Click (canción)
«Click» es el primer sencillo de la banda sonora Popland, la música, utilizado como tema principal en la telenovela colombiana Popland!. Fue interpretado por la cantante mexicana Anahí, Brian Amadeus de Moderatto y del Argentino Ale Sergi de Miranda!.
El tema fue compuesto por Bryan Amadeus y Ale Sergi. Fue lanzado a la venta a través de descarga digital el 13 de septiembre de 2011.

## Antecedentes
Marc Zimet, vicepresidente de música y talento de MTV Latinoamérica, argumentó sobre la participación de los tres cantantes: «Estamos orgullosos de tener a tres grandes del pop en español para colaborar en este importante proyecto original de MTV. Anahí, Bryan y Ale Sergi son parte fundamental de MTV y su música también lo es en la vida de nuestra audiencia y esperamos que POPLAND! también lo sea», sobre el tema agregó «Es la canción perfecta para pararse a bailar y el video musical refleja los altibajos del mundo de los paparazzi al usar como analogía los juegos de un parque de diversiones».

## Video musical

### Desarrollo y lanzamiento
El video musical fue rodado tanto en la Ciudad de México y en Bogotá en mayo de 2011, bajo la dirección del peruano Gianfranco Quatrini. La dirección y producción estuvieron a cargo del equipo creativo de MTV bajo un concepto circo pop. En el video aparecen dos escenarios distintos, uno grabado con el elenco de la telenovela en un parque de diversiones, y otro en un set diseñado para los tres intérpretes de la canción.

Hacer el video fue increíble y que me hayan llamado para formar parte de esta canción fue lo máximo, y más con Ale y Bryan Amadeus porque yo nunca había trabajado con ellos, y fue increíble que ellos me llamaran y pensaran en mi para hacer esta canción, porque ellos hicieron la música la letra y el concepto. Entonces Desde el primer minuto dije claro que ahí estoy
Anahí sobre el video, durante la conferencia de prensa de MTV.

El 13 de agosto de 2011 se estrenó a través de MTV Latinoamérica el Making el video, que muestra el detrás de cámaras de la grabación. El 22 de agosto de 2011 se estrena el video a través de MTV. En septiembre de 2011, el video es subido al canal de Popland en VEVO.

### Sinopsis
El video comienza con Sara Cobo y el resto del elenco por detrás corriendo, entrando a un parque de diversiones, se ve la primera imagen de Anahí utilizando un vestido rojo al cuerpo, cantando en un set que tiene un arcoíris de neón detrás, mientras se intercala con escenas del elenco corriendo por el parque. Se ve la primera imagen de Amadeus utilizando una chaqueta plateada, en un set diferente adornado con luces brillantes, sigue la primera imagen de Sergi, el cual utiliza una chaqueta rosa, se van intercalando las escenas de los tres artistas con las del elenco jugando en las diferentes atracciones del parque. Se ven diferentes escenas de Amadeus tocando instrumentos y de Sergi sacando fotos, luego se ve la primera imagen de los tres en el set cantando, luego comienzan a pelearse entre ellos, se intercala una escena de Amadeus y Sergi peleando entre ambos. Mientras se ve a las integrantes del elenco peleando en el carrusel y comiendo algodón de azúcar, el cual se encuentra dentro de un oso de peluche que rompen durante la pelea. Sigue la pelea entre los tres artistas mientras comienza a caer del cielo confeti, mientras se ve al elenco de Popland atravesar un camino de luces de neón. El video termina con una escena de Anahí, Bryan y Ale Sergi, mientras cae más confeti del cielo.

### Posición del video
| Listas (2011)                        | Mejor posición |
| ------------------------------------ | -------------- |
| Listas de fin de año                 |                |
| Los Mejores Videos del 2011 (Norte)  | 4              |
| Los Mejores Videos del 2011 (Centro) | 21             |

### Recepción
Jefferson Souza de la revista brasileña Capricho, sobre la intérprete Anahí, reseñó «¿Has visto el clip mega divertido de "Click", con la diva Anahí?. En el video, Anahí aparece hermosa, lleva una look increíble y arrasa con su mirada». Ana Belen Ortiz de la revista mexicana Quien argumentó sobre el look de Anahí en el video «En el video de ‘Click' podemos ver a Anahí con un look muy diferente al habitual, luciendo una cabellera china muy esponjada y un pequeño vestido rojo, lo que le da un aspecto muy rockero al estilo de Moderatto y Miranda, el cual dijo ella misma inventó».

## Listas

### Posiciones
| País    | Chart          | Lista                  | Mejor posición |
| 2011    | 2011           | 2011                   | 2011           |
| ------- | -------------- | ---------------------- | -------------- |
| México  | Billboard      | Mexico Español Airplay | 7              |
| México  | Billboard      | Mexico Airplay         | 20             |
| Bolivia | Top Latino     | Top latino             | 3              |
| Brasil  | Top 100 Brasil | Top 100                | 86             |